# District de Kangra

Le District de Kangra  (hindi : काँगड़ा ज़िला) est un district de l'état de l'Himachal Pradesh en Inde.

## Géographie
La population du district est de 1 510 075 habitants (en 2011) pour une superficie de 5 739 km2.
Le chef-lieu du district est Dharamsala.

## Galerie d'images

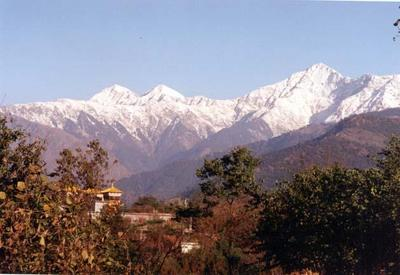
L'Himalaya vue de Kangra.
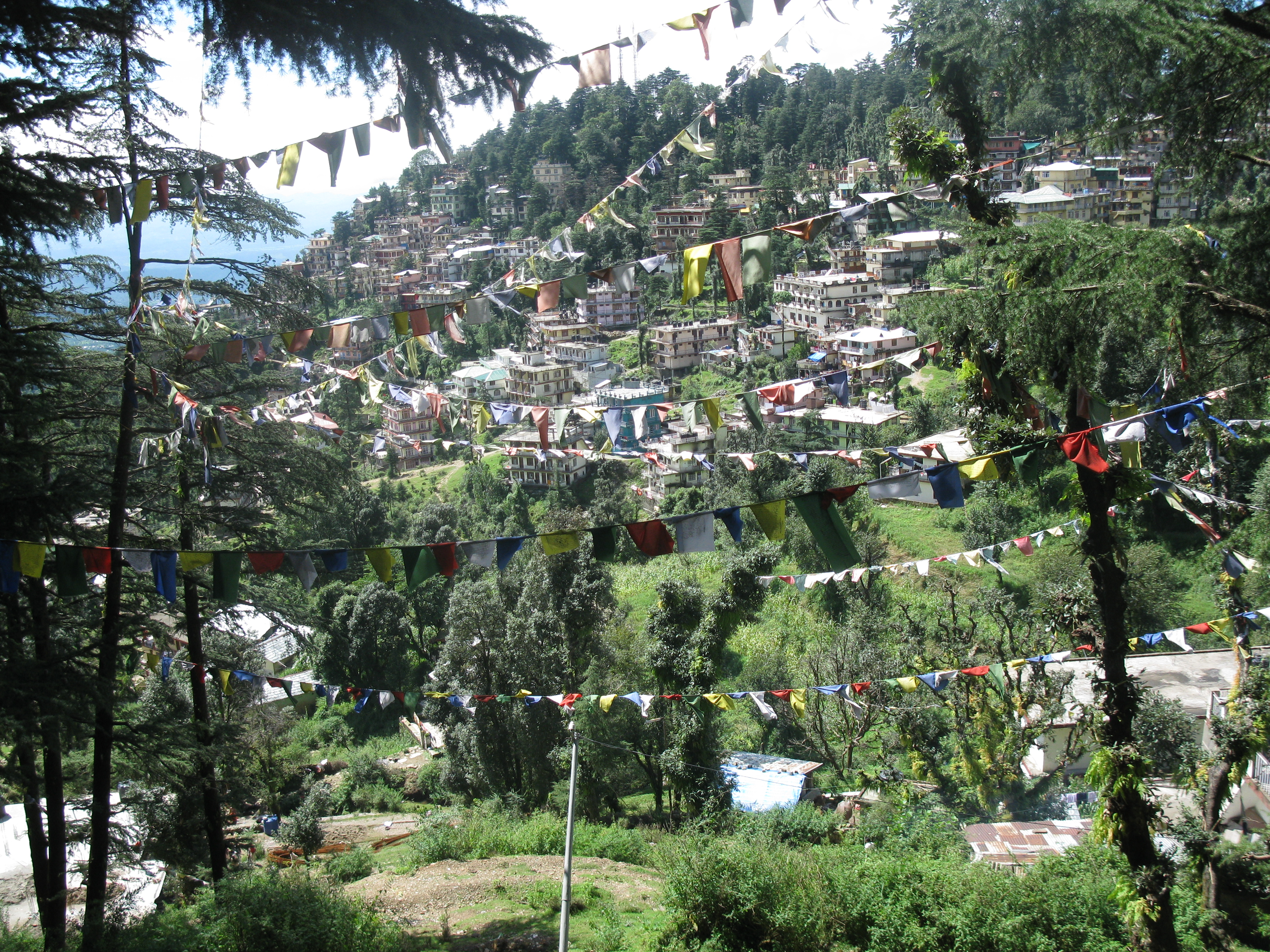
Dharamsala.
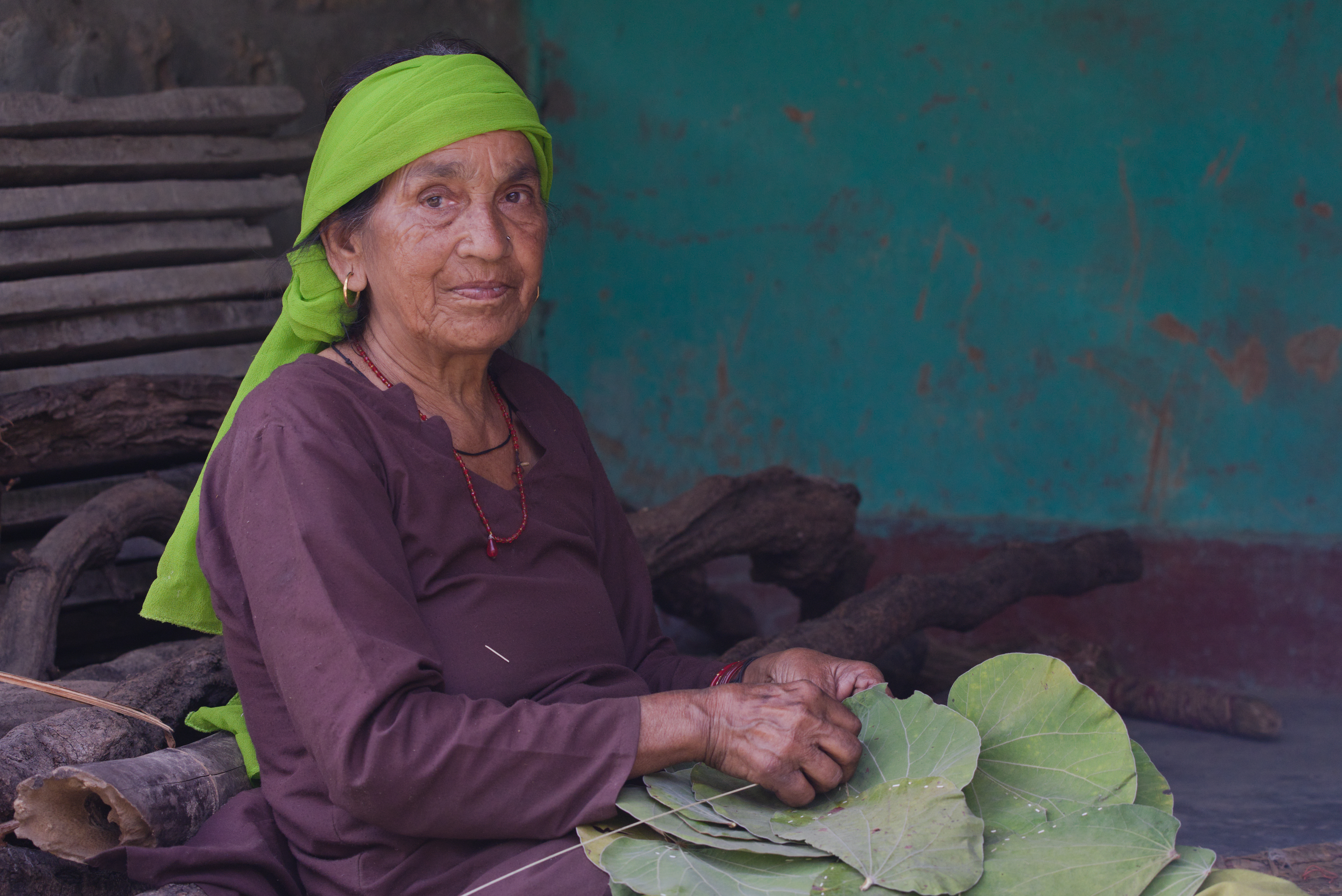
Une habitante du district de Kangra fabriquant un plat en feuilles. Avril 2022.